# Коиваи, Кумико
Кумико Коиваи (яп. 小岩井久美子 Коиваи Кумико, ромадзи: Koiwai Kumiko, род. 27 июня 1975 года) — японская фигуристка, выступавшая в женском одиночном катании, чемпионка мира среди юниоров 1993 года, чемпионка зимней Универсиады (1997 год), трёхкратный бронзовый призёр национального чемпионата, победитель национального первенства среди юниоров (1992 год).

## Карьера
Тренируясь у Матико Ямады, Коиваи научилась исполнять один из сложнейших прыжков — тройной аксель — который стабильно выполняла к 1994 году. К этому моменту она уже была чемпионкой мира среди юниоров.
Однако после сезона 1994—1995 года несколько хронических травм правой ноги вынудили её завершить свою спортивную карьеру. В завершение своей спортивной карьеры она стала чемпионкой зимней Универсиады в Южной Корее. В настоящее время Коиваи работает режиссёром телевизионным программ Tokai Television в Японии.

## Результаты
| Соревнования                    | 1991—1992 | 1992—1993 | 1993—1994 | 1994—1995 | 1995—1996 | 1996—1997 |
| ------------------------------- | --------- | --------- | --------- | --------- | --------- | --------- |
| Чемпионаты мира                 |           |           |           | 16        |           |           |
| Чемпионаты мира среди юниоров   | 8         | 1         |           |           |           |           |
| Чемпионаты Японии               |           | 3         | 3         | 3         | 6         | 4         |
| Чемпионаты Японии среди юниоров | 1         | 2         |           |           |           |           |
| NHK Trophy                      |           | 2         | 5         |           | 8         |           |
| Зимние Универсиады              |           |           |           | 2         |           | 1         |